# Rudolf Klein-Rogge
Friedrich Rudolf Klein-Rogge (Colonia, Alemania; 24 de noviembre de 1885-Jagerberg, Austria; 29 de mayo de 1955) fue un actor alemán. Es conocido por haber interpretado figuras siniestras en películas de las décadas de 1920 y 1930, al igual que por haber colaborado con el director Fritz Lang en sus películas en la época de la República de Weimar. Probablemente es más conocido en la cultura popular por haber interpretado al arquetipo de científico loco, Rotwang, en Metrópolis.

## Biografía
Empezó a tomar clases de actuación mientras estudiaba historia del arte en Berlín y Bonn. Hizo su debut como actor en la obra Julio César en Halberstadt, actuando como Cayo Casio Longino. Siguió actuando en teatros de Düsseldorf, Kiel y Aquisgrán. En Aquisgrán, conoció a la actriz y guionista Thea von Harbou, con quien se casó en 1914. En 1915 ingresó en el Teatro Municipal de Núremberg como actor y director.
En 1919 empezó a actuar en películas. Tuvo un papel sin acreditar como criminal en El gabinete del doctor Caligari. En esta época, von Harbou estaba teniendo aventuras con el director de cine Fritz Lang y finalmente dejó a Klein-Rogge para casarse con Lang. A pesar de la separación, Klein-Rogge apareció en varias películas cuyos guiones fueron escritos por von Harbou y dirigidas por Lang, incluyendo Las tres luces, El doctor Mabuse, Los nibelungos, Metrópolis y Los espías. Su intensa mirada hicieron que interpretase papeles similares, como el de tirano en Der steinerne Reiter de Fritz Wendhausen, pirata en Pietro der Korsar de Arthur Robison y zar en Casanova de Alexandre Volkoff. La última película de Klein-Rogge con Lang fue El testamento del Dr. Mabuse (1933).
Después de la Segunda Guerra Mundial, intentó ponerse en contacto con Fritz Lang para volver a actuar en alguna de sus películas. Sin embargo Lang no tenía papeles para él en sus películas. Así que se instaló en Graz como director de teatro. Hasta principios de los años 1950 dirigió varias obras de teatro. Después de sufrir un infarto una noche, nunca se recuperó y murió el 29 de mayo de 1955 en su finca de Jagerberg, que había obtenido en 1943 gracias a su hermano y que fue demolida en los años 1980.
También interpretó papeles en dos películas dirigidas por von Harbou: Elisabeth und der Narr y La asunción de Hannele. Klein-Rogge estuvo casado tres veces, siendo la primera con Margarethe Neff, la segunda con Thea von Harbou y la tercera con la actriz sueca Mary Johnson.

## Filmografía selecta
- El gabinete del doctor Caligari (1920)
- Las tres luces (1921)
- El doctor Mabuse (1922)
- Schatten – Eine nächtliche Halluzination (1923)
- Los nibelungos (1924)
- Pietro der Korsar (1925)
- Der rosa Diamant (1926)
- Mädchenhandel - Eine internationale Gefahr (1926)
- Metrópolis (1927)
- Los espías (1928)
- Tarakanova (1930)
- Der weiße Gott (1932)
- El testamento del Dr. Mabuse (1933)